# Сенетешть
Сенетешть, Сенетешті (рум. Sănătești) — село у повіті Горж в Румунії. Входить до складу комуни Аркань.
Село розташоване на відстані 244 км на захід від Бухареста, 12 км на північний захід від Тиргу-Жіу, 100 км на північний захід від Крайови.

## Населення
За даними перепису населення 2002 року у селі проживала 331 особа, усі — румуни. Усі жителі села рідною мовою назвали румунську.